# Mariana Díaz Oliva
Dit is een Spaanse naam; Díaz is de vadernaam en Oliva is de moedernaam.
Mariana Díaz Oliva (Buenos Aires, 11 maart 1976) is een voormalig professioneel tennisspeelster uit Argentinië.

## Loopbaan
Díaz Oliva begon haar professionele carrière in 1992. Eind 2006 besloot zij te stoppen. Kort daarop trad zij in het huwelijk. Daarna trainde zij een aantal jonge Argentijnse speelsters.
Haar beste resultaat op de grandslamtoernooien is het bereiken van de derde ronde op zowel Roland Garros (1998) als het Australian Open (2005).
Díaz Oliva won in 2002 haar enige titel in het enkelspel van een WTA-toernooi in Palermo – in de finale versloeg zij Vera Zvonarjova. In het dubbelspel wist zij geen titel te behalen. Zij won wel zestien toernooien in het enkelspel en vijftien in het dubbelspel op het ITF-circuit.

## Posities op deWTA-ranglijst
Positie per einde seizoen:
| jaar | rang enkelspel | rang dubbelspel |
| ---- | -------------- | --------------- |
| 1992 | 526            | –               |
| 1993 | 253            | 227             |
| 1994 | 290            | 336             |
| 1995 | 198            | 232             |
| 1996 | 140            | 235             |
| 1997 | 105            | 258             |
| 1998 | 96             | 300             |
| 1999 | 108            | 228             |
| 2000 | 118            | 122             |
| 2001 | 53             | 110             |
| 2002 | 89             | 241             |
| 2003 | 188            | 551             |
| 2004 | 108            | 289             |
| 2005 | 56             | 443             |
| 2006 | 187            | 130             |

## Palmares
| Legenda                |
| ---------------------- |
| Grandslamtoernooi      |
| Olympische Spelen      |
| Year-End Championships |
| Tier I                 |
| Tier II                |
| Tier III               |
| Tier IV & V            |

### WTA-finaleplaatsen enkelspel
| nr.              | finale     | toernooi     | ondergrond | tegenstandster   | score         |         |
| ---------------- | ---------- | ------------ | ---------- | ---------------- | ------------- | ------- |
| gewonnen finales |            |              |            |                  |               |         |
| 1.               | 2002-07-14 | WTA Palermo  | gravel     | Vera Zvonarjova  | 6-7, 6-1, 6-3 | details |
| verloren finales |            |              |            |                  |               |         |
| 1.               | 2001-05-06 | WTA Bol      | gravel     | Ángeles Montolio | 6-3, 2-6, 4-6 | details |
| 2.               | 2003-03-02 | WTA Acapulco | gravel     | Amanda Coetzer   | 5-7, 3-6      | details |

### WTA-finaleplaatsen vrouwendubbelspel
| nr.              | finale     | toernooi    | ondergrond | partner          | tegenstandsters                     | score         |         |
| ---------------- | ---------- | ----------- | ---------- | ---------------- | ----------------------------------- | ------------- | ------- |
| gewonnen finales |            |             |            |                  |                                     |               |         |
| geen             |            |             |            |                  |                                     |               |         |
| verloren finales |            |             |            |                  |                                     |               |         |
| 1.               | 2006-10-01 | WTA Seoel   | hardcourt  | Chuang Chia-jung | Virginia Ruano Pascual Paola Suárez | 2-6, 3-6      | details |
| 2.               | 2006-10-15 | WTA Bangkok | hardcourt  | Natalie Grandin  | Vania King Jelena Kostanić          | 5-7, 6-2, 5-7 | details |

## Resultaten grandslamtoernooien
| Legenda | Legenda                          |
| ------- | -------------------------------- |
| g.t.    | geen toernooi gehouden           |
| l.c.    | lagere categorie                 |
| –       | niet deelgenomen                 |
| G       | uitgeschakeld in de groepsfase   |
| 1R      | uitgeschakeld in de eerste ronde |
| 2R      | uitgeschakeld in de tweede ronde |
| 3R      | uitgeschakeld in de derde ronde  |
| 4R      | uitgeschakeld in de vierde ronde |
| KF      | uitgeschakeld in de kwartfinale  |
| HF      | uitgeschakeld in de halve finale |
| F       | de finale verloren               |
| W       | het toernooi gewonnen            |
| w-v     | winst/verlies-balans             |

### Enkelspel
| Toernooi        | 1997 | 1998 | 1999 | 2000 | 2001 | 2002 | 2003 | 2004 | 2005 | 2006 |
| --------------- | ---- | ---- | ---- | ---- | ---- | ---- | ---- | ---- | ---- | ---- |
| Australian Open | –    | 1R   | 1R   | 1R   | 2R   | 2R   | 1R   | 2R   | 3R   | 1R   |
| Roland Garros   | 1R   | 3R   | 2R   | –    | 2R   | 1R   | –    | 1R   | 2R   | 1R   |
| Wimbledon       | 1R   | 2R   | 2R   | –    | 1R   | 1R   | –    | –    | 2R   | 1R   |
| US Open         | 1R   | 1R   | –    | –    | 1R   | 1R   | –    | –    | 2R   | –    |

### Vrouwendubbelspel
| Toernooi        | 1998 | 1999 | 2000 | 2001 | 2002 | 2003 | 2004 | 2005 | 2006 |
| --------------- | ---- | ---- | ---- | ---- | ---- | ---- | ---- | ---- | ---- |
| Australian Open | 1R   | –    | –    | 1R   | 1R   | –    | –    | –    | 1R   |
| Roland Garros   | –    | –    | –    | 1R   | –    | –    | –    | 1R   | 1R   |
| Wimbledon       | –    | –    | –    | 2R   | –    | –    | –    | 1R   | 2R   |
| US Open         | –    | –    | 1R   | 2R   | –    | –    | –    | 1R   | –    |